# Messerschmitt Me 329
Il Messerschmitt Me 329 era un prototipo di zerstörer (caccia pesante) progettato dall'azienda tedesca Messerschmitt AG durante le fasi finali della seconda guerra mondiale.
Il progetto era molto avanzato per l'epoca, il Me 329 aveva una configurazione ad ala volante (flying wing), che riduceva di molto la resistenza aerodinamica.
I due motori avevano una configurazione a elica spingente.
Sviluppato dal Me 265 avrebbe dovuto affiancare il Me 410